# Neil Oatley
Neil Oatley (12 giugno 1954) è un ingegnere britannico, dal 1988 al 2003 direttore tecnico per la scuderia McLaren di Formula 1.

## Biografia

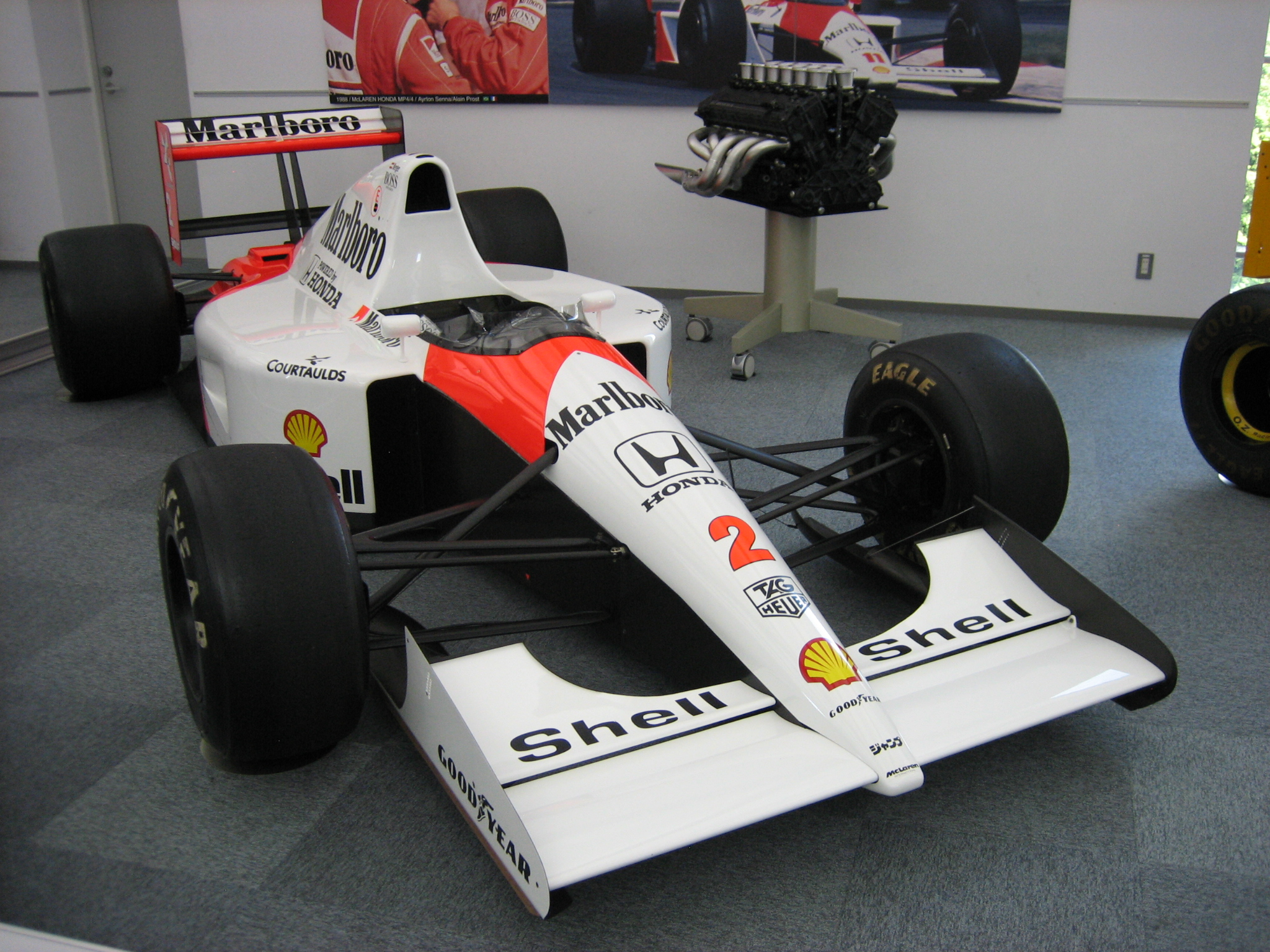
La McLaren MP4/6 progettata da Oatley

Nato in Gran Bretagna, Oatley si laureò alla Loughborough University nel 1976 in ingegneria automobilistica. Per un breve periodo lavorò al di fuori del motor racing per poi essere assunto dalla Williams nel 1977. Lì divenne uno dei tanti giovani ingegneri ad aver lavorato al fianco di Patrick Head all'inizio delle rispettive carriere, prima di trasferirsi in altre scuderie. Oatley lavorò come draughtsman prima di diventare l'ingegnere di pista di Clay Regazzoni e poi Carlos Reutemann.
Nel 1984 Oatley venne assunto da Carl Haas per lavorare al progetto della FORCE F1, ma i risultati furono scarsi e la squadra si ritirò dalla Formula 1 nel 1986.
Oatley approdò alla McLaren poco dopo aver lasciato la FORCE, lavorando al fianco di John Barnard. Barnard fu presto rimpiazzato da Gordon Murray, la cui McLaren MP4/4 vinse quasi tutte le gare nel 1988: quando Murray fu trasferito al nuovo progetto della vettura stradale della McLaren, Oatley fu nominato direttore tecnico del team, carica che mantenne fino al 2003 quando divenne Executive Director of Engineering. Le sue macchine conquistarono i titoli nel 1989, 1990, 1991, 1998 e 1999.